# ジャワ島西部地震 (2022年)
ジャワ島西部地震（ジャワとうせいぶじしん）は、2022年11月21日にインドネシアのジャワ島西部で発生した地震である。震央は南緯6度51分11秒 東経107度05分42秒 / 南緯6.853度 東経107.095度座標: 南緯6度51分11秒 東経107度05分42秒 / 南緯6.853度 東経107.095度、震源の深さは10km、地震の規模はM5.6と推定されている。これまでに321人の死亡が確認され、11人が行方不明となっている。また、363もの学校が被災した。